# 826
Cette page concerne l'année 826  du calendrier julien.
L'année 826 est une année commune qui commence un lundi.

## Événements
- 1er juin[1] : assemblée générale de l'empire carolingien à Ingelheim[2].
  - Nominoë est nommé gouverneur de Bretagne[2].
  - Harald Klak, le prétendant au trône du Danemark, expulsé par Horik (Hárekr), le fils aîné du roi officiel, se met sous la protection de Louis le Pieux. Il se fait baptiser à Mayence, ainsi que son épouse et un groupe de Vikings[3]. Il rentre au Danemark en passant par la Frise, où l'empereur lui a donné le comté de Rüstringen comme base arrière. Il est accompagné par le missionnaire  Anschaire[4].
- 15 novembre : ouverture du concile de Rome. Réforme de la discipline ecclésiastique[1].

- Une flotte byzantine est repoussée par les musulmans de Crète menés par Abou Hafs qui conservent leur position sur l'île[5].
- Révolte du comte Goth Aizon contre les Francs dans la marche d'Espagne[6]. Il soulève Ausone et Roda et s'allie aux musulmans. Les comtes de Gothie demandent de l'aide à l'empereur Louis le Pieux[7].
- Naples est assiégé par le duc de Bénévent Sicon après que les habitants de la ville ont chassé le duc Théodore pour le remplacer par Étienne (fin en 830)[8].

## Naissances en 826
- 29 novembre : Guillaume de Septimanie.
- Ansgarde de Bourgogne, reine de France, épouse du roi Louis II le Bègue.
- Thābit ibn Qurra, astronome, mathématicien, philosophe et musicologue sabéen.

## Décès en 826
- 2 janvier : Adalard de Corbie.
- 11 novembre : Théodore Studite, chef de la résistance aux iconoclastes et réformateur de la vie monastique (né en 759)[9].